# 香炉
香炉（こうろ）とは、固体状の香料やアロマオイルを加熱し、香気成分を発散させる目的で用いる炉である。日常生活を香を楽しむ時や香道、仏事に使われる。
現代のアロマテラピーに使われる場合はアロマポットとも呼ばれる。

## 形状

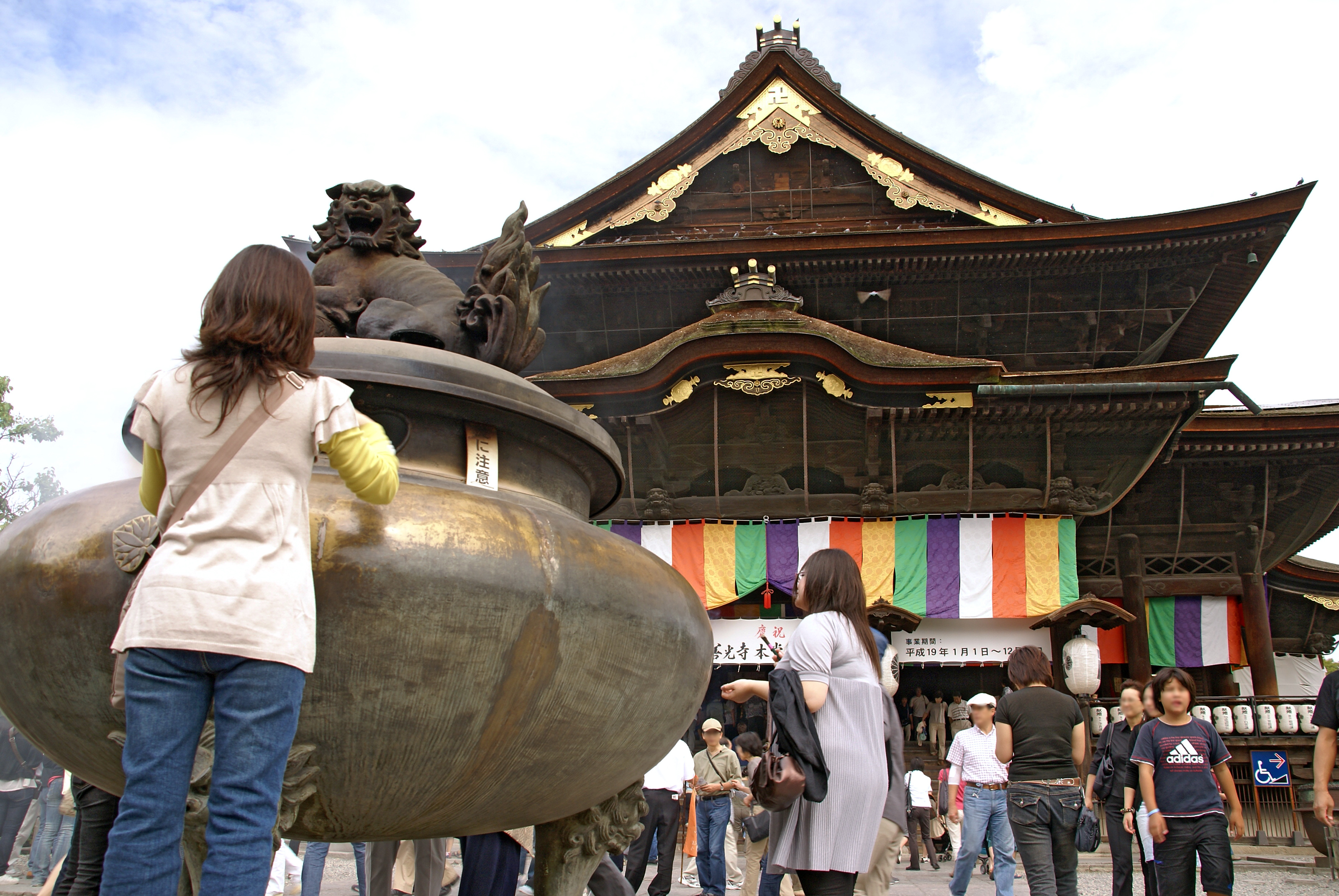
善光寺本堂前の大香炉

形は筒、椀、箱、皿状で、上面または側面が大きく開口している。床や机との接触を避ける目的で、ほとんどのものが脚を備えている。穴の空いた蓋（火屋）を備えたものも存在するが、香道で用いる聞香炉（ききこうろ）は、蓋を持たない。数える単位は、蓋のある容器を数える合（ごう）、もしくは据えて使うものを数える基（き）である。
火を使用する関係上、材質には不燃性、耐熱性が求められる。そのため、陶磁器や金属、石などで作られていることが多い。
炭火を用いる場合、香炉自体に直接触れさせずに納めておくために灰を使用することが多い。炭や香料が燃焼した結果としても灰が、そして燃え残りが生じる。香料が粉末や細片である場合、焚く際に一定の形に留めておくことが必要になる場合もある（香時計など）。香炉とは、これらを納める容器でもある。
ただ、香を焚くという行為自体が趣味性、または宗教性の高いものであり、楽しみに用いる場合は個人の嗜好を反映して、芸事や宗教儀式のための香炉には美術的価値の高いものが多数作られている。美術品や骨董として高額で取引される香炉や、文化財に指定されている香炉もある。

### 熱源
香炉で用いる熱源には、以下のようなものがある。
- 香料自体に着火する（線香など）
- 炭火
  - 香炭（こうたん）＝香炉で使用し、主に抹香で使用される小さな炭。
- 電熱[3]

## 文化史

### 古代中国における香炉
中国では紀元前3世紀頃の戦国時代には青銅製の香炉が存在し、この頃には香気で空間を満たしたり、衣服に薫香を焚き込めたりする文化があった。
漢代には山岳をかたどった「博山炉」と呼ばれる香炉が流行し、これで香を焚くと仙山に霊雲がたなびくように見え、香炉を視覚的にも楽しんでいた。同様のものとして龍をかたどった香炉があり、香を焚いたときに生じる香煙によって、雲気を伴なう龍が表現されている。

### 日本の香道における香炉
日本では、一本の香木の香りを鑑賞する「聞香」の方法が鎌倉時代に確立された。室町時代の東山文化では茶の湯や生け花とともに香も寄合文化の一つとして発展した。
聞香に用いる香炉を聞香炉という。聞香の作法では左手に乗せた聞香炉に右手を被せるようにして行う。
香道の香席に熾した炭を持って行くのに用いる容器を「火取り香炉」と呼ぶ。火屋をかぶせた香炉に似るが、これで香を焚くことはない。

## 宗教における香炉

### 仏教の香炉
仏具の香炉は、木炭や火種を入れて香を焚いたり、点した線香を立てたりするための道具である。燭を供えるための燭台（灯明）、華を供えるための華瓶（花瓶、花立て）とともに三具足の一つとされる（燭台と華瓶を一つずつ増やすと五具足となる）。点した線香を立てるための道具であるが炉の形状を持たない容器は香立てという。
法華経などの仏典には、焼香、抹香、塗香など様々な香が記されているように、仏教では香は身・口・意を清め、空間を荘厳にし、立ちのぼる香煙は誓願を届けるものと考えられている。先述のように仏具の香炉は香を供えるためのもので、燭を供えるための燭台、華を供えるための華瓶とともに三具足の一つとされる。

#### 種類
仏前に備える常置の香炉に火舎香炉がある。また、仏前（または葬儀）での焼香には、漆器（またはその模造品としてプラスチック）の外枠に焼香用の香と香炉を備えた長方形の角香炉（かくこうろ）が用いられることもある。また、持ち運べるように柄（え）のついた柄香炉（えごうろ）もある。柄香炉は主に「鵲尾形」「獅子鎮」「瓶鎮」「蓮華形」の4種類に分けられる。大寺院の入り口にある一般参拝者が線香を挙げる香炉は、しばしば大香炉と呼ばれる。

#### 香立て
通常、香炉という場合、容器としての形態を有するものを指す。これとは別に、香料を上に置き、固定する機能しか持たない器具も存在し、これは香立てと呼ぶ。普通、皿状の容器やグラスウールといったものの上に載せて使用する。一部には灰を受ける皿と香立てが一体化したものも存在する。

### 琉球の信仰における香炉
琉球王国にも「香炉」と呼ばれるものがあり、神や祖霊をまつるための媒介となる容器または聖地の目印として御嶽（うたき）や拝所に置かれることが多い。普通の香炉とは見た目が大きく異なり、帯状の加工が施される縦横およそ20センチメートル、奥行き約10センチメートルの立方体の石である。

### キリスト教の振り香炉
キリスト教の伝統的な宗派である正教会、カトリック、聖公会では、日本でも振り香炉をしばしば礼拝で用いる。スペインのサンティアゴ巡礼路の目的地、サンティアゴ・デ・コンポステーラの大聖堂にある巨大な振り香炉「ボタフメイロ」はよく知られている。